# Kenny Anderson (calciatore)
Kenny Anderson (Gorinchem, 14 febbraio 1992) è un ex calciatore scozzese, di ruolo centrocampista.

## Carriera

### Club
Ha esordito in Eredivisie nella stagione 2012-2013 con l'RKC Waalwijk.